# لاربی بنبوداود
لاربی بنبوداود (فرانسوی: Larbi Benboudaoud‎؛ زادهٔ ۵ مارس ۱۹۷۴) جودوکار اهل فرانسه بود.
وی در مسابقات کشوری و بین‌المللی در مجموع برندهٔ ۳ مدال طلا، ۳ مدال نقره، ۳ مدال برنز شده‌است.